# 演化壓力
演化壓力，或选择压力，可以被认为是外界施与一个生物演化过程的压力，从而改变该过程的前进方向。所谓达尔文的自然选择，或者物竞天择，适者生存，即是说，自然界施与生物体选择压力从而使得适应自然环境者得以存活和繁衍。

## 宏观
从宏观的角度来看进化中的选择压力，是偏重从种群，自然环境的变迁等角度来讨论。
在群体中，选择压力常常用选择系数来表示。

## 微观
从DNA这种遗传载体来看进化中，乃是从微观的角度来看。

## 微观的选择压力的细分
按照选择压力作用的不同方式和机理可以对选择压力进行分类。下面的集中分类并不完整，而且实际的情况也根据生物体是单倍体或多倍体又有不同。

### 正面选择
如果某DNA突变对于生物是有益的，对这个突变的选择就是正面的。根据有益优势水平的不同，这个有益突变在正面选择下在种群中广泛存在需要不同的时间，短的可以是几代，长的可以上成千上万代。

### 负面选择
如果某DNA突变对于生物是有害的，对这个突变的选择就是负面的。有害突变常常在种群中被消灭。

#### 纯化选择
如果某DNA突变对于生物是有害的，但是却不是致命的（立即被消灭），那么这个突变就将处于纯化选择作用之下。理论上，纯化选择将消灭群体中的有害突变。但是轻微有害突变的命运则没有那么明确。

## 讨论

### 二倍体的情况
由于二倍体有两份遗传信息，所以其中一个等位基因发生突变，并不能完全决定选择压力会如何被施加，因为还必须要考虑两种纯合子和一种杂合子这三种不同的个体。
- 共显性选择
- 显性选择
- 超显性选择
- 次显性选择